# Wittnau (Zwitserland)
Wittnau is een gemeente en plaats in het Zwitserse kanton Aargau en maakt deel uit van het district Laufenburg.
Wittnau telt 1.211 inwoners.